# Rune: Halls of Valhalla
Rune: Halls of Valhalla is een computerspel dat werd ontwikkeld door Human Head Studios en uitgegeven door Gathering of Developers. Het spel kwam in 2001 uit voor Linux, Macintosh en Windows. Het spel is een vechtspel. Het spel omvat meer dan 30 levels. Er kan gekozen worden uit verschillende personages, zoals Mongol, Syrian, Gold Valkyrie, Wren Valkyrie en de gladiatoren Romulus en Remus.

## Platforms
- Linux (2001)
- Macintosh (2001)
- Windows (2001)

## Ontvangst
| Beoordeeld door             | Platform  | Datum         | Score |
| --------------------------- | --------- | ------------- | ----- |
| Game Revolution             | Windows   | 1 mei 2001    | 83%   |
| Gamezilla                   | Windows   | 26 juni 2001  | 80%   |
| GameZone                    | Windows   | 24 mei 2001   | 70%   |
| GameStar (Duitsland)        | Windows   | juli 2001     | 70%   |
| PC Games (Duitsland)        | Windows   | juli 2001     | 67%   |
| GameSpy                     | Windows   | 1 mei 2001    | 60%   |
| Inside Mac Games (IMG)      | Macintosh | 21 juni 2002  | 55%   |
| Electric Games              | Windows   | 24 mei 2001   | 50%   |
| Computer Gaming World (CGW) | Windows   | augustus 2001 | 50%   |